# Urritzola-Galain
Urritzola-Galain en basque ou Urrinzola-Galáin en espagnol est une commune située dans la municipalité de Ultzama de la communauté forale de Navarre, dans le Nord de l'Espagne.
À l'est du village coule Galain erreka (rivière Galain).

## Langues
Cette commune se situe dans la zone bascophone de la Navarre dont la population totale en 2018, comprenant 64 municipalités dont Ultzama, était bilingue à 60.8%, à cela s'ajoute 10.7% de bilingues réceptifs. En 2011, 47.6% de la population d'Ultzama ayant 16 ans et plus avait le basque comme langue maternelle.

## Patrimoine

### Patrimoine religieux
- L'église paroissiale de La Asunción / Jasokundea (Église de l'Assomption)[3].

### Patrimoine civil
- Au nord du village se trouvent plusieurs tumulus Bordaondoa.
- Au sud du village, El Mirador de Ulzama est un golf, hôtel et spa.